# Nion Tucker
Pour les articles homonymes, voir Tucker.
Nion Robert Tucker, né le 21 août 1885 à Suisun City et mort le 22 avril 1950 à San Francisco, est un bobeur américain.

## Biographie
Richard Parke est diplômé de l'université de Californie en 1909. Il remporte avec l'équipe 2 des États-Unis la médaille d'or en bob à cinq aux Jeux olympiques de 1928 à Saint-Moritz.

## Palmarès
- Champion olympique du bob à cinq aux Jeux olympiques d'hiver de 1928 à Saint-Moritz ( Suisse)